# Dan Maloney
Daniel Charles „Dan“ Maloney (* 24. September 1950 in Barrie, Ontario; † 19. November 2018) war ein kanadischer Eishockeyspieler und -trainer. Während seiner von 1970 bis 1982 andauernden Profikarriere absolvierte der linke Flügelstürmer über 700 Spiele für die Chicago Black Hawks, Los Angeles Kings, Detroit Red Wings und Toronto Maple Leafs in der National Hockey League. Anschließend betreute er die Maple Leafs sowie die Winnipeg Jets als Cheftrainer.

## Karriere

### Als Spieler
Dan Maloney wurde in Barrie geboren und spielte in seiner Jugend unter anderem für die Markham Waxers. 1968 wechselte er zu den London Knights in die zu diesem Zeitpunkt ranghöchste Ontario Hockey Association, für die er in der Folge zwei Jahre auf dem Eis stand, ehe er im NHL Amateur Draft 1970 an 14. Stelle von den Chicago Black Hawks ausgewählt wurde. In der Organisation Chicagos blieb der linke Flügelstürmer allerdings nur knapp drei Spielzeiten, wovon er die Saison 1971/72 komplett in der Central Hockey League bei den Dallas Black Hawks verbrachte und mit diesem Farmteam die Playoffs um den Adams Cup gewann. Gegen Ende der Spielzeit 1972/73 gaben ihn die Chicago Black Hawks an die Los Angeles Kings ab und erhielten im Gegenzug Ralph Backstrom.
Auch in Los Angeles blieb Maloney nur kurzzeitig, da ihn die Kings im Juni 1975 mitsamt Terry Harper und ihrem Zweitrunden-Wahlrecht im NHL Amateur Draft 1976 an die Detroit Red Wings abgaben, die Marcel Dionne und Bart Crashley nach LA schickten. In seiner ersten Saison in Detroit kam der Angreifer auf 66 Scorerpunkte in 77 Spielen und erreichte damit seine beste persönliche Statistik – wobei er 66 Punkte bereits im Jahr zuvor für die Kings erzielt hatte – und nahm am NHL All-Star Game 1976 teil. In der Spielzeit 1977/78 fungierte Maloney darüber hinaus (im Wechsel mit Dennis Hextall) als Kapitän Detroits.
Dennoch wurde der Kanadier im März 1978 zu den Toronto Maple Leafs transferiert, die im Gegenzug Errol Thompson nach Detroit schickten; zudem wechselten mehrere Draft-Wahlrechte den Besitzer. Bei den Maple Leafs war Maloney in der Folge noch über vier weitere Jahre aktiv, bevor er seine Karriere nach der Saison 1981/82 beendete. Insgesamt kam er in der NHL zu 737 Einsätzen und verbuchte 192 Tore bei 451 Scorerpunkten. Aufgrund seiner 1489 Strafminuten wird er gemeinhin als Enforcer angesehen.

### Als Trainer
Direkt mit dem Ende seiner aktiven Karriere übernahm Maloney bei den Toronto Maple Leafs die Position des Assistenztrainers, die er in der Folge zwei Jahre innehatte, bis er 1984 die Nachfolge von Mike Nykoluk als Cheftrainer der Maple Leafs antrat. Nach der Spielzeit 1985/86 wurde er entlassen und umgehend in gleicher Position von den Winnipeg Jets angestellt. Auch in Winnipeg war Maloney jedoch nur etwas mehr als zwei Jahre tätig, bis er während der Saison 1988/89 von seinen Pflichten enthoben und durch Rick Bowness ersetzt wurde. Anschließend war er noch, nach einem kurzen Hiatus, in der Saison 1992/93 für die New York Rangers als Assistenztrainer tätig.
Maloney verstarb am 19. November 2018 im Alter von 68 Jahren.

## Erfolge und Auszeichnungen
- 1972 Adams-Cup-Gewinn mit den Dallas Black Hawks
- 1972 CHL First All-Star Team
- 1976 Teilnahme am NHL All-Star Game

## Karrierestatistik

### Spielerstatistik
(Legende zur Spielerstatistik: Sp oder GP = absolvierte Spiele; T oder G = erzielte Tore; V oder A = erzielte Assists; Pkt oder Pts = erzielte Scorerpunkte; SM oder PIM = erhaltene Strafminuten; +/− = Plus/Minus-Bilanz; PP = erzielte Überzahltore; SH = erzielte Unterzahltore; GW = erzielte Siegtore; 1 Play-downs/Relegation; Kursiv: Statistik nicht vollständig)

### Trainerstatistik
(Legende zur Trainerstatistik: Sp oder GC = Spiele insgesamt; W oder S = erzielte Siege; L oder N = erzielte Niederlagen; T oder U = erzielte Unentschieden; OTL oder OTN = erzielte Niederlagen nach Overtime oder Shootout; Pts oder Pkt = erzielte Punkte; Pts% oder Pkt% = Punktquote; Win% = Siegquote; Resultat = erreichte Runde in den Play-offs)